# Шајини
Шајини (итал. Saini di Barbana) је насељено место у саставу општине Барбан у Истарској жупанији, Хрватска. До територијалне реорганизације у Хрватској налазили су се у саставу старе општине Пула.

## Становништво
Према последњем попису становништва из 2011. године у насељу Шајини живело је 190 становника.
| година пописа  | 1857 | 1869 | 1880 | 1890 | 1900 | 1910 | 1921 | 1931 | 1948 | 1953 | 1961 | 1971 | 1981 | 1991 | 2001 | 2011 |
| бр. становника | 399  | 491  | 208  | 210  | 228  | 258  | 574  | 805  | 265  | 262  | 251  | 205  | 81   | 187  | 177  | 190  |

Напомена:У 1857. 1869. 1921. и 1931. Садржи податке за насеље Бичићи, Боринићи и Главани и делове насеља Мањадворци и Орихи.